# Biblioteca Nacional de Ruanda
La Biblioteca Nacional de Ruanda (en kiñaruanda, Inkoranyabitabo) es la biblioteca nacional y archivo nacional de Ruanda. La biblioteca está localizada en la ciudad capital de Kigali. La Biblioteca Nacional de Ruanda se estableció en 1989 y está ubicada en el mismo edificio que la Biblioteca Pública de Kigali, inaugurado en 2012. La biblioteca nacional es gestionada por el Ministerio de Deporte y Cultura.
La biblioteca tiene una colección de libros y material impreso y digital.

## Historia

### Fundación
La biblioteca nacional fue fundada el 10 de marzo de 1989 por el orden presidencial N.º 132/06 como directiva al Ministerio de Educación Superior e Investigación. 
La Autoridad de Archivos y Servicio Bibliotecario de Ruanda (Rwanda Archives and Library Services Authority o RALSA en inglés) fue establecida por la ley N.º 12/2014 el 5 de septiembre de 2014.

### Biblioteca Pública de Kigali
En octubre de 2012 se inauguró el edificio de la recién creada Biblioteca Pública de Kigali. Este espacio es la biblioteca más grande y exhaustiva del país. Desde 2012, las actividades de la Biblioteca Nacional se han centrado en el nuevo edificio. La asociación local del Club Rotario inició el proyecto de construir la nueva biblioteca y el edificio se construyó en parte con la recaudación de fondos extranjeros.

## Servicios
Los usuarios de la biblioteca deben pagar una tarifa de suscripción (10,000 francos ruandeses en 2015). La tarifa le da derecho a pedir prestado tres obras durante dos semanas y utilizar una conexión de banda ancha más rápida en el cibercafé del edificio durante tres horas al día.